# Georg Niedermeier
Georg Niedermeier (Monaco di Baviera, 26 febbraio 1986) è un calciatore tedesco, difensore del N. Plymouth Rangers.

## Carriera
Dal 1995 ha fatto parte di tutte le giovanili del Bayern Monaco per poi per passare nel 2003 al Bayern Monaco II (squadra che milita nella Dritte Bundesliga, la terza divisione del campionato di calcio tedesco) dove esordisce nel 2008.
Viene chiamato in prima squadra da Jürgen Klinsmann sia in campionato che in Champions League, contro il Lione, senza essere impiegato in nessuno dei casi.
Da gennaio 2009 fino alla fine di giugno 2010 è in prestito allo Stoccarda, dove ha ottenuto l'esordio in Bundesliga. Il 11 febbraio 2010 Niedermeier firmato un contratto con lo Stoccarda fino al 2014.